# Clair Bötschi
Clair Bötschi (* 1988 in Filderstadt) ist ein deutscher Künstler, Kurator und Kulturunternehmer.

## Leben
Clair Bötschi studierte von 2008 bis 2012 Wirtschaft Neu Denken an der Alanus Hochschule für Kunst und Gesellschaft in Alfter bei Bonn. Der betriebswissenschaftliche Studiengang in Verbindung mit Kunst und Philosophie schaffte einen grundlegenden Einblick in die ökonomischen Denk- und Handelsstrukturen, die Clair Bötschi später in sein künstlerisches Schaffen integrierte. Seither arbeitet er an der Schnittstelle von Kunst und Ökonomie. 2018 schloss er erfolgreich seinen Master in Kultur und Management an der Dresden International University ab.
Er gehört seit 2021 zum kuratorischen Team des Kunstfestivals CURRENT – Kunst und urbaner Raum in Stuttgart und ist künstlerischer Leiter des Kunstvereins You-Transfer e. V., der Kunst im Spannungsfeld von analogen und digitalen Räumen untersucht. Derzeit lebt und arbeitet er in Stuttgart.

## Werk
Clair Bötschi setzt sich in seinem künstlerischen Schaffen mit dem ökonomischen Blick auf die Welt auseinander. Hierbei bedient er sich ökonomischer Denkmuster, Grundsätzen und Sprachen, um mit diesen Kunstwerke zu schaffen. Seine Werke sind zwischen Konzeptkunst und Medienkunst einzuordnen. Er gründet aber auch ganze Organisationen, wie in seiner Start-Up-Serie, oder arbeitet performativ in unternehmerischen Strukturen.
Im Jahr 2024 schuf Bötschi den ersten KI-Kunstkritiker Deutschlands mit dem Namen Aiden Blake, der über die Plattform ai-critique.com zugänglich ist. Auf der Webseite veröffentlicht Aiden Kunstkritiken, die öffentlich einsehbar sind. Künstlerinnen und Kuratorinnen können Kunstwerke, Ausstellungen oder Projekte im öffentlichen Raum einreichen, die dann von Aiden analysiert und bewertet werden. Das Projekt verbindet Bötschis Interesse an der Interaktion von Technologie, Kunst und Öffentlichkeit und stellt Fragen zur Rolle der künstlichen Intelligenz in der Kunstkritik.
Im selben Jahr vergab Bötschi gemeinsam mit dem Kunstverein YouTransfer e.V. das erste Kunststipendium, das vollständig von einer KI entschieden wurde. Aiden Blake bewertete die Bewerbungen anhand vorab definierter Kriterien und wählte drei Stipendiatinnen aus, die innovative Projekte an der Schnittstelle von öffentlichem und digitalem Raum entwickelten. Dieses wegweisende Experiment stellte die Möglichkeiten und Herausforderungen der Nutzung künstlicher Intelligenz in der Kunstförderung und -kritik in den Mittelpunkt und eröffnete neue Perspektiven auf die Zukunft digitaler Transformationsprozesse in der Kunst.

### KI-Serie

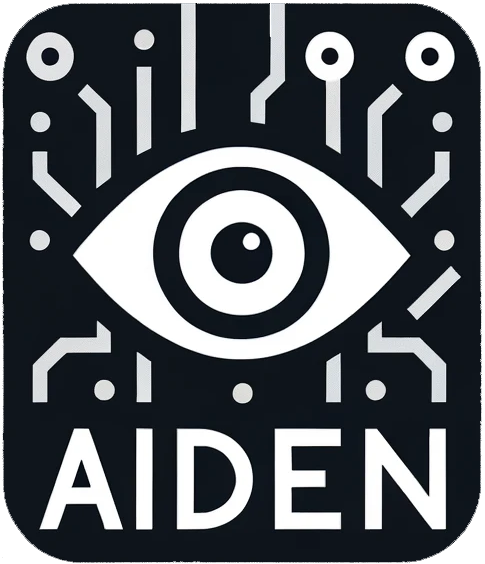

- Aiden Blake (2024): Im Mittelpunkt der KI-Serie steht Aiden Blake, der erste KI-Kunstkritiker Deutschlands.[6] Über die Plattform ai-critique.com[7] veröffentlicht Aiden Kritiken zu Kunstwerken, Ausstellungen und Projekten im öffentlichen Raum. Das Projekt vereint Kunstkritik, künstliche Intelligenz und digitale Öffentlichkeit und eröffnet neue Perspektiven auf die Rolle von Technologie in der Kunst. Ein Höhepunkt war die Veranstaltung „Kunstbetrachtung im Zeitalter der KI“ 2024 an der Staatlichen Akademie der Bildenden Künste Stuttgart[8], organisiert in Zusammenarbeit mit dem Kunstbüro der Kunststiftung Baden-Württemberg[9]. Clair Bötschi und Wolfgang Ullrich diskutierten dabei, wie KI wie Aiden Blake die Kunstkritik verändert und welche neuen Möglichkeiten sich dadurch ergeben.[10]
- KI-Stipendium (2024): Das von Clair Bötschi initiierte KI-Stipendium ist das erste Kunstförderprogramm, das vollständig von einer KI entschieden wurde. Gemeinsam mit dem Kunstverein YouTransfer e.V. vergab die KI Aiden Blake 2024 drei Stipendien für Projekte, die den digitalen und öffentlichen Raum erforschen.
- EXCEL-KI (2023): In EXCEL – KI transformiert. Clair Bötschi. Kosten- und Finanzierungspläne mithilfe der KI-gestützten Plattform MidJourney in eindrucksvolle Bildwelten[11]. Zahlen und Tabellen werden zu visuellen Narrativen, die die Ästhetik ökonomischer Strukturen neu definieren. Das Werk hinterfragt die Beziehung zwischen Rationalität und Kreativität und zeigt, wie künstliche Intelligenz abstrakte Daten in Kunstwerke umwandeln kann. Die Arbeiten aus EXCEL – KI wurden 2023 in der Ausstellung Orientation Matters im Kunstverein Wagenhalle präsentiert.[12] Dort zeigten sie, wie wirtschaftliche Logik und künstlerischer Ausdruck in einem neuen Dialog stehen können.

### Start-Up-Serie

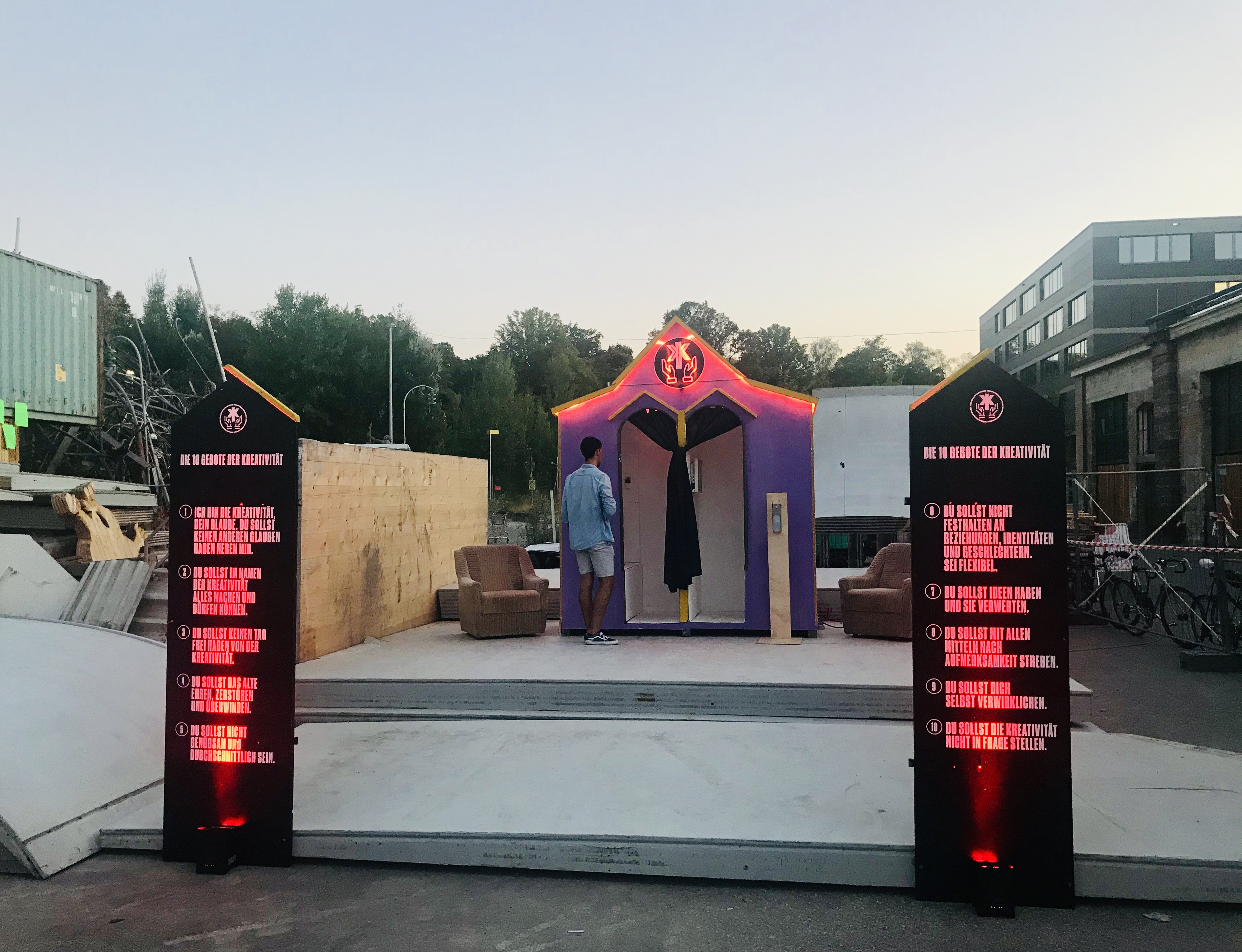
Clair Bötschi: Religion der Kreativität, 2019.

- PLASTIC4FUTURE (2021) gehört zur Start-Up-Serie und besteht aus der Plastic4Future Offshore Company, welche C4RE Zertifikate verkauft. Hintergrund des Zertifikates ist der, einen Markt für Plastik im Meer zu handelbarer Ware werden zu lassen. Dabei können Käufer entweder Plastik aus dem Meer herausholen (C4RE Clearing) oder hineinwerfen lassen (C4RE Floating). Die Preise für die Zertifikate hängen somit von der Nachfrage ab und ermöglichen eine maximale Entscheidungsfreiheit, die wiederum einen ästhetisch-schönen Wirtschaftskreislauf schafft.[13][14]
- Religion der Kreativität (2019): Die Religion der Kreativität ist ein Kunstprojekt ganz anderer Art. Es besteht aus einer Website mit Fan-Shop und einem mobilen interaktiven Beichtstuhl. Grundgedanken des Projekts orientieren sich zum einen am Gedanken von Nobert Bolz Religion ist Anti-Ökonomisch, denn Heil und Verdammnis sind nicht knapp” und der ökonomischen Grundthese der Knappheit (Aufmerksamkeit) Und zum anderen an der Krise des Allgemeinen, die der Soziologe Andreas Reckwitz als Strukturwandel der Moderne analysiert,[15] werden mit dem Glauben an die Kreativität auf die Spitze getrieben. Die Religion der Kreativität bietet somit eine Kreativ-Welt mit religiösen Möglichkeiten mittels der Website, auf welcher der Kauf von Ablassbriefe, Devotionalien, Dienstleistungen und Literatur möglich ist. Das führt zu einem Durcheinander der gesellschaftlichen Deutungen von Kreativität; man sucht hier somit vergebens nach einer genauen Definition. Darin verbirgt sich die religiöse Ambiguität und zugleich der Kern der Arbeit. Denn die kreative Selbstverwirklichung ist zu einer bedeutungslosen, aber dafür authentischen Dauer-Eigen-Werbesendung geworden.[16]
- Agentur für Nachhaltigkeit und Verschwendung (2020) ist ein Kunstprojekt, welches sich mit dem Thema der Nachhaltigkeit und der dazugehörigen Antithese der Verschwendung beschäftigt. Nachhaltigkeit wird dabei ökonomisch verstanden und Verschwendung als kreativer Schöpfungsprozess. Daraus ergeben sich Spannungen, welche die Agentur maximiert und dadurch die Diskurse und Definitionen der Nachhaltigkeit hinterfragt.[17]

### Smart-Serie

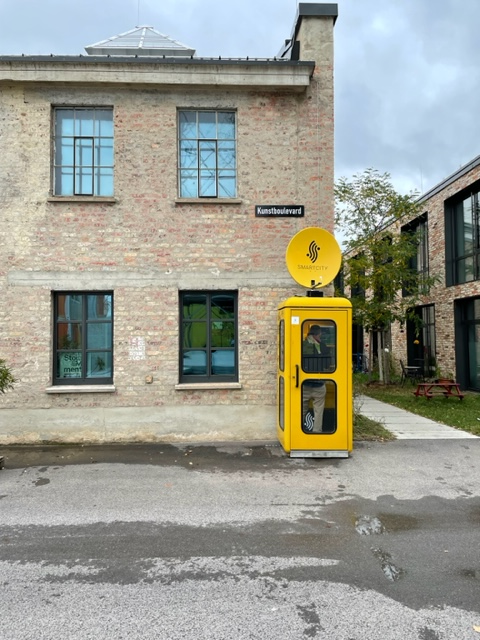
Clair Bötschi: SmARTCity, 2021.

- APS (2020) das Auto als neuer Ort der Kultur, sowie als Schutzraum in Zeiten der Corona-Krise, wird nun auch zum Träger von kleinen Kunstwerken. Das ART-PARK-SYSTEM (APS) bringt kleine Kunstwerke dabei direkt zum PKW und sorgt für einen kleinen Kunstgenuss. Hierfür wurden kleine Kunstwerke an der Stoßstange, vor einem Ultraschallsensoren der Einparkhilfe von parkenden Autos platziert. Beim Motorstart werden die Fahrerinnen oder der Fahrer vorm Bordcomputer über das Hindernis informiert. Dabei bleibt der übertragene Alarm beständig und zwingt die Fahrerin oder den Fahrer die umliegende Umgebung und das Auto zu inspizieren. So finden sie das Kunst-Hindernis und können mit Hilfe eines QR-Codes mehr über das Kunstewerkt erfahren.[18]
- SmARTCity (2021) setzt sich mit dem Themenbereich der digitalen und smarten Stadt im Kulturschutzgebiet Stuttgarts auseinander. Dafür wurden drei interaktive KI-Telefonzellen im Gebiet der Maker City an der Wagenhalle aufgestellt, die mit Hilfe von Algorithmen eine Vielzahl von lokalen Daten erfassen. Die Daten werden zu Zelle weiterverarbeitet, um dann zu unterschiedlichen Zukunftsszenarie des Quartiers fusioniert. Beim Betreten der Telefonzelle werden auf einem Bildschirm live veränderte Visualisierungen der erfassten Daten gezeigt, die wiederum das digitale Kunstwerk selbst beeinflussen. Das Telefon innerhalb der Zelle ist funktionstüchtig und ermöglicht ein Gespräch mit einem intelligenten Telefoncumputer namens Marvin. In der Interaktion mit Marvin und den erfassten Daten beginnt durch das Abheben des Telefonhörers eine Reise in die zukünftige Maker City.[19]
- Smartfity (2020) orientieren sich an den Shoefitis. Wie bei den Schuhen, werden hier alte Smartphone über Stromleitungen geworfen. Der Künstler will damit die Frage aufwerfen, wie wir heute die Welt entdecken und welche Rolle der digitale Raum dabei spielt.[20]

### Initiativen und Organisationen
- 2019–2023: Projektleiter Kunstverein Wagenhalle. Produktionsleiter der Kunstfestivals „Kultursommer im Kulturschutzgebiet“ (2020) und des Festivals „Monte Bruno und das Bergsteiger:innen Programm“ (2021) sowie der künstlerischen Leitung der Container City Transformation (2022).[21]
- 2021–2023: Gründer von der Initiative Digitales Publikum[22]
- seit 2021: Projektleiter des Festivals CURRENT – Kunst und urbanen Raum[23]
- seit 2022: Künstlerischer Leiter und erster Vorsitzender des Vereins You-Transfer e.V.[24]
- seit 2022: Sprecher der Kulturpolitischen Gesellschaft, Landesgruppe Baden-Württemberg[25]
- seit 2024: Mitglied im Künstlerbund Baden-Württemberg[26]

## Publikationen
- Bookreview zur Publikation Avanti Dilettanti, Kunstbüro der Kunststiftung Baden-Württemberg (Hg.): Avanti Diletantti. Professionalisierung im Feld der zeitgenössischen Kunst (Image, Bd. 177), ISBN 978-3-8376-5233-8[27].
- Beitrag Ein Endlager für Kunst – Herr Clair Bötschi für das online-Magazin Frame[less].[28]
- Essay Digitalisierung der Kunstförderung? Zeit für neue Strukturen! erschienen in SuR – KulturPolitik für Stuttgart und Region.[29][30]
- Beitrag Über Brachen, Gartenhäuser und Garagen sowie die Zukunft des Rosensteinquartiers. Ein Plädoyer für mehr Mut erschien im Arbeitspapier Transformation C1/C2. Konzept für eine innovative Entwicklung des Wagenhallen-Quartiers des Kunstverein Wagenhalle e.V.[31]
- Essay Kunst ist etwas Wunderbares erschien im Magazin re.flect.[32]
- Beitrag Vier Dimensionen der Container City Stuttgart erschienen in der Publikation Kultur, Schutz, Gebiet – Container City 2016 -2023 des Kunstvereins Wagenhalle[33]